# Galena (Indiana)
Pour les articles homonymes, voir Galena.
Galena est une census-designated place située dans le comté de Floyd, dans l’État de l'Indiana, aux États-Unis. Lors du recensement de 2020, elle compte 1 726 habitants.